# آسترل رولاند
آسترل رولاند (انگلیسی: Astrel Rolland؛ زادهٔ ۱۸۹۹ - درگذشته نامشخص) تیرانداز اهل هائیتی بود.
وی در مسابقات کشوری و بین‌المللی در مجموع برندهٔ ۱ مدال برنز شده‌است.